# Rennertshofen
Rennertshofen – gmina targowa w Niemczech, w kraju związkowym Bawaria, w rejencji Górna Bawaria, w regionie Ingolstadt, w powiecie  Neuburg-Schrobenhausen. Leży około 10 km na północny zachód od miasta Neuburg an der Donau, częściowo w Parku Natury Altmühtal, przy linii kolejowej Dollnstein – Rennertshofen.

## Demografia
Dane o ludności z 31 grudnia 2008:
| Opis                                | Ogółem | Ogółem | Kobiety | Kobiety | Mężczyźni | Mężczyźni |
| ----------------------------------- | ------ | ------ | ------- | ------- | --------- | --------- |
| Jednostka                           | osób   | %      | osób    | %       | osób      | %         |
| Populacja                           | 4833   | 100    | 2449    | 50,67   | 2384      | 49,33     |
| Wiek przedprodukcyjny (0–17 lat)    | 984    | 20,36  | 474     | 9,81    | 510       | 10,55     |
| Wiek produkcyjny (18–65 lat)        | 2928   | 60,58  | 1440    | 29,8    | 1488      | 30,79     |
| Wiek poprodukcyjny (powyżej 65 lat) | 921    | 19,06  | 535     | 11,07   | 386       | 7,99      |

## Polityka
Wójtem gminy jest Ernst Gebert z FW, rada gminy składa się z 16 osób.
|      | CSU | SPD/UB | FW | AB | Razem |
| 2008 | 5   | 2      | 6  | 3  | 16    |
| 2002 | 7   | 2      | 7  | -  | 16    |

## Oświata
W gminie znajdują się dwa przedszkola (162 miejsca) i szkoła podstawowa z Hauptschule (23 nauczycieli, 363 uczniów).